# El Surar

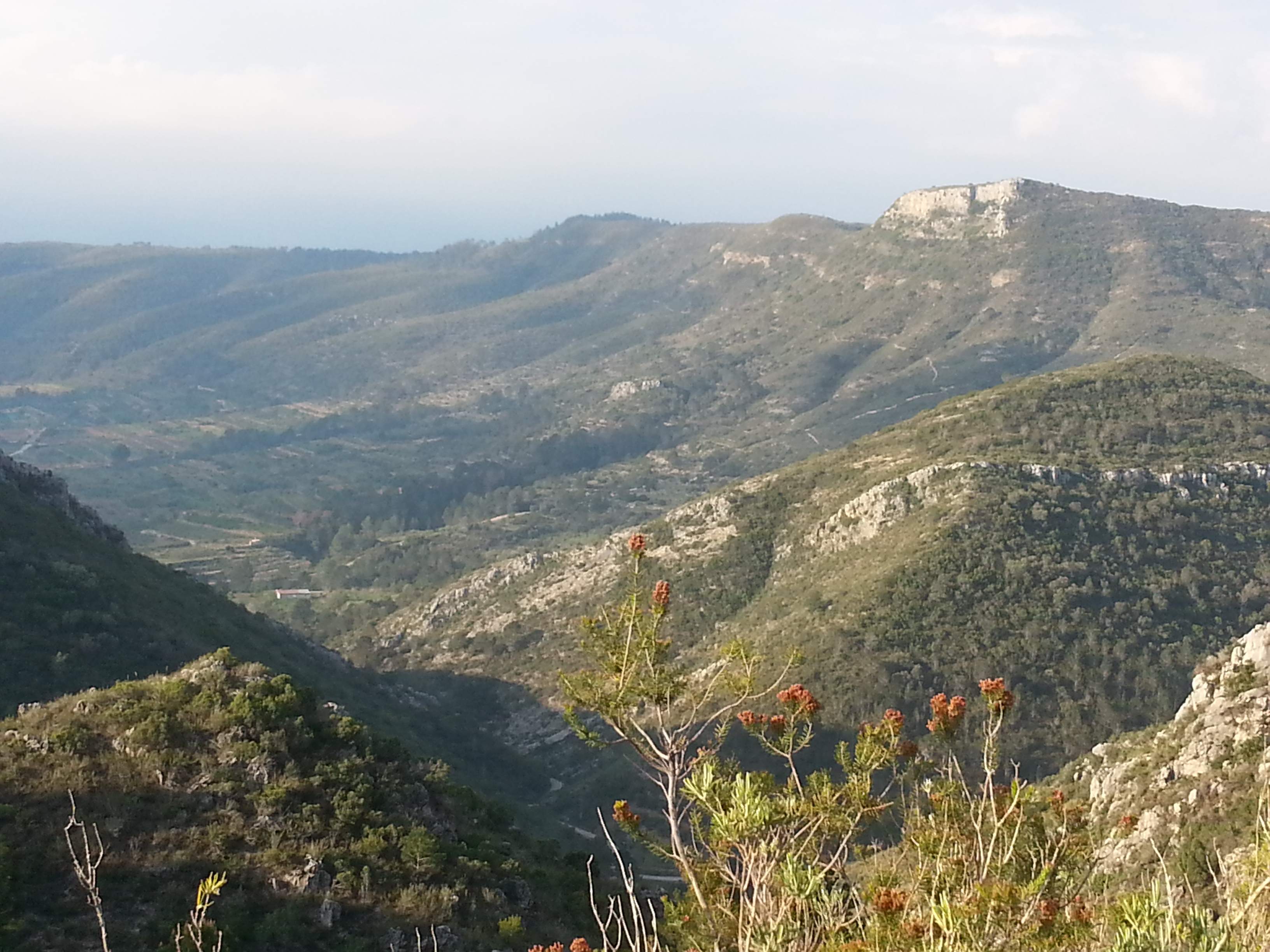
Vista del paratge del Surar

El Surar és un Paratge Natural Municipal dels municipis de Pinet i Llutxent a la Vall d'Albaida. Amb una superfície de 837,81 ha, este paratge és contigu al paratge natural municipal de Parpalló-Borrell, al terme de Gandia. Va ser declarat Paratge Natural Municipal per Acord del Consell de la Generalitat Valenciana.
El Surar constituïx la sureda més meridional del País Valencià. Constituït per una sèrie de bosquets oberts que són les restes de boscos antics més extensos, presenta la peculiaritat que, a diferència dels ubicats més al nord del nostre territori, habita sobre sòls evolucionats a partir de substrats calcaris. L'alzina surera és una espècie pròpia de sòls silicis, la seua presència aquí s'explica per l'intens rentat dels sòls derivat de l'alta pluviometria que es registra a la zona, la qual cosa provoca la seua descarbonatació i acidificació, permetent el seu desenvolupament.
La vegetació acompanyant també presenta diferències respecte de la que podem trobar en altres suredes valencianes, i es troben absents espècies silicícoles com ara el bruc blanc i altres, i apareixen en canvi, altres espècies pròpies de carrascars com ara el matapoll, el romaní, etc. Presenta també una rica fauna característica de les zones de matollar mediterrani.
Se situa en l'àmbit de la serra Grossa, a uns 600 m d'altitud, a la capçalera d'una sèrie de barrancs que confluïxen en el riu de Pinet. Oferix belles panoràmiques de muntanyes elevades i profunds barrancs encaixats i inclou en el seu interior les microreserves de flora com el Pla de Junquera i els Miradors.
L'agost de 2018 va tindre lloc un gran incendi forestal en el paratge, que va cremar 3.300 hectàrees i va acabar amb gran part de la vegetació del Surar, a més de cremar el refugi d'educació ambiental i diversos santuaris d'aus.